# С.Т.Д.К.
«С.Т.Д.К.» (аббревиатура от «Самая Тёплая Душевная Компания») — российская рэп-группа из Санкт-Петербурга, основанная в 1992 году Сергеем «Серж» Мурашовым и Сергеем «Баак» Ковалёвым.
С 1988 по 1992 год группа существовала как танцевальный брейк-данс-коллектив. Летом 1992 года «С.Т.Д.К.» получила приз как «самая перспективная группа в отечественном рэпе» на рэп-фестивале «РадиС '92» в Санкт-Петербурге. В 1993 году к группе присоединился DJ «В.Л.», который стал отвечать за музыку, ориентируясь на мелодичный хип-хоп Западного побережья. Тексты каждый писал себе сам, используя при написании старинные русские слова.
В декабре 1995 года группа «С.Т.Д.К.» заняла первое место на фестивале Rap Music. В декабре 1996 года команде вручили «Золотую грушу» на музыкальном фестивале «Поколение-96». Получила широкую известность благодаря песне «Лето пролетело» (при участии Елены Тузовой), которая вошла в «Лучшую сотню хитов радио за 1997 год» радиостанции «Maximum». Исполняла песни в придуманном ими стиле «Бандиско». За время своего существования группа выпустила два альбома: «…Сны» (1998) и «По понятиям бандиско» (2002). Первый альбом был помещён порталом Rap.ru в список главных альбомов русского рэпа. Коллектив распался в 2002 году.

## История
Основатели коллектива, Сергей Мурашов («Серж») и Сергей Ковалёв («Баак»), дружили с детства, были одноклассниками, затем - однокурсниками Педагогического института Санкт-Петербурга. В 1988 году они увлеклись брейк-дансом, и следующие три года танцевали его на Невском проспекте: приходили весной, а уходили осенью. Название «С.Т.Д.К.» было придумано в 1991 году и никак на тот момент не расшифровывалось. Мурашов и Ковалёв познакомились на Невском проспекте с рэп-группировкой «Форсайт», которая показала им, как создавать хип-хоп-инструменталы методом овердаббинга с помощью магнитной аудиоплёнки. Летом 1992 года группа выступила на «МС Шоу» в Москве и на рэп-фестивале «РадиС '92» в Санкт-Петербурге, где получила приз как «самая перспективная группа в отечественном рэпе» за участие в выступлении афроамериканских живых музыкантов.
В 1993 году к группе присоединился Валентин (DJ «В.Л.»), который стал отвечать за музыку, ориентируясь на мелодичный хип-хоп Западного побережья. Первые инструменталы диджей сделал в домашних условиях при помощи кассетного магнитофона «Маяк» для нарезания семплов и переделанного винилового проигрывателя фирмы «Аккорд» для создания скретчей. Тексты каждый писал себе сам, используя при написании старинные русские слова.
В 1994 году в студии «АвтоВАЗ-Тольятти» в Тольятти были записаны первые пять песен — «Ночи, ночи белые», «Пиво», «Вечер», «Один за всех», «Цветные краски». Стиль исполнения своих произведений музыканты назвали «Бандиско». Песни находились в ротации «Радио Балтика». Полгода группа прожила в Тольятти, а, вернувшись, выступила с песней «Ночи, ночи белые» на фестивале Rap Music, который прошёл с 17 по 19 ноября 1994 года. После этого группа записала в студии «Радио Балтика» композицию «Лето пролетело». У песни был долгий путь: текст песни «Серж» и «Баак» начали писать в 1992 году, впервые записали её в домашних условиях в 1993 году, а на студии записали в 1994 году. Песня сразу же появилась в ротации «Радио Балтика» и «Радио Модерн».
В 1995 году компания Euro Style выпустила на аудиокассетах компиляцию «Только Питер только rap!!!» (Академия-2/Da Slang M 3/S.T.D.K.), в которую вошло пять песен, записанных в Тольятти. В том же году к группе присоединилась бэк-вокалистка Елена Тузова. В конце года «С.Т.Д.К.» выступил с песней «Лето пролетело» на втором по счёту ежегодном международном фестивале Rap Music, где в итоге заняла первое место.
В 1996 году фирма «Курс Рекордс» выпустила на аудиокассетах компиляцию, состоящую из мини-альбома «Питерские сны ’94», записанного в Тольятти, и макси-сингла «Вот лето пролетело и АГА ’95». В том же году к команде присоединился ЕФ. В 1996 году Михаил Шуфутинский вместе с «С.Т.Д.К.» записал композицию «Чёрный пистолет», а после участники группы снялись в видеоклипе в качестве танцоров. 24 декабря команде вручили «Золотую грушу» на музыкальном фестивале «Поколение-96». 29 ноября 1997 года группа «С.Т.Д.К.» приняла участие в программе «Музыкальный ринг».
В январе 1998 года студия «Монолит» выпустила на компакт-дисках и аудиокассетах дебютный альбом «…Сны», главными хитами на котором были обозначены треки «Лето пролетело» и «Новый год». Альбом состоит из 14 треков и был записан в период с 1993 по 1997 год в тольяттинской студии «АвтоВАЗ-Тольятти» (мини-альбом «Питерские сны ’94»), в студии «Радио Балтика» («Лето пролетело»), в петербургских студиях звукозаписи M-Records («Lovers Rap», «Новый год»), «Ших-Off» («Юго-Запад» — вокал на студии «Персональный миф», «Где ты, где?» — вокал на студии «Русский мир»). По словам Сержа, семпл в треке «Лето пролетело» был куплен по лицензии у звукозаписывающей компании Криса Ри, именно поэтому трек был издан на компакт-диске и играл по радио и ТВ. Видеоклип на песню «Лето пролетело» был снят в Египте в первые дни нового года (режиссёр: Сергей Кальварский, оператор: Влад Опельянц). Его премьера состоялась в мае в передаче «Горячая десятка» на телеканале РТР, которую вёл Кальварский. Осенью видео попало в ротацию телеканала «MTV Россия».
В 1998 году участники группы провели конкурс среди поклонников на лучшую расшифровку аббревиатуры «С.Т.Д.К.», и в итоге лучшим был признан вариант — «Самая тёплая душевная компания». В 1998 году «С.Т.Д.К.» стал частью хип-хоп-объединения питерских рэперов «Балтийский Клан». В 1998 году коллектив активно гастролировал по России, Украине и другим странам ближнего зарубежья. По словам Сержа, в то время группа давала по 30–50 концертов в месяц, выступая и на заводах, и в сельских клубах. Иногда группа выступала под фонограмму, когда у организаторов не хватало микрофонов на всех пятерых участников. 28 марта группа выступила с новыми песнями на рэп-фестивале в Санкт-Петербурге. На этом мероприятии зрителям сообщили о том, что «С.Т.Д.К.» объединилась с группой «Б.С.К.» (Граф и Сэт), а «Вэл» покинул коллектив. После ухода из группы Вэл занялся собственным брейк-данс-проектом «Фристайл», принял участие в записи рэп-проектов «7.62» (Фукс и команда «Перегрев») и «Мама-Папа Балтийский рэп», стал ведущим хип-хоп-программы «Территория транзита» на питерском радио «Рекорд». 1 августа во Дворце спорта «Юбилейный» в Санкт-петербурге состоялся концерт с участием Run-D.M.C., «С.Т.Д.К.» и проекта «СМ-62» (Фукс, Гусь и другие, всего 10 человек). 15 августа группа исполнила композиции «Зеркало», новую песню и песню «Лето» на московском фестивале Adidas Streetball Challenge на Манежной площади. Выступления группы сопровождались танцами от танцоров брейк-данса из коллектива Jam Style Crew и их учеников — «Клинч Мастер» и «Спецэффект». В конце года Сэт покинул коллектив и перешёл в группу «Своё» (экс-«Каждому своё»).
В феврале 1999 года участники «С.Т.Д.К.» в лице Сержа, Бака и Графа открыли студию «100 грамм запись», которая занималась не только записью альбомов, но и продюсированием молодых рэп-исполнителей. В 1999 году Елена Тузова («Лена Тэ») перестала сотрудничать с группой ради собственного музыкального проекта, а её место заняла другая вокалистка — Дарья Чукичева. В октябре 1999 года появилась новость о том, что на студии «100 грамм запись» готовится к выходу альбом «Короли ушедших дней», на котором будут представлены совместные песни с группой «Кирпичи» и Кристианом Рэем. Трек с Рэем под названием «Наше-2» вышел отдельным синглом на компиляции.
В 2000 году был записан совместный трек с группой «D.ети SOUL.нца» — «Очи чёрные». 8 сентября 2000 года группа выступила на московском фестивале Adidas Streetball Challenge на площади Революции. В ноябре на лейбле «Sex Records» был выпущен сборник Adidas Streetball Challenge 2000, на который вошёл трек под названием «Под водой». В конце года Серж принял участие в качестве жюри на ежегодном международном фестивале рэп-музыки Rap Music.
В январе 2001 года появилась новость о том, что группа завершила работу над своим новым альбомом, который должен появиться в музыкальных магазинах в апреле этого года. В феврале «С.Т.Д.К.» вместе с группой «D.ети SOUL.нца» исполнила песню  «Очи чёрные» в телевизионной передаче Fresh на телеканале «ТВ-6», съёмки которой проходили в городе Ханты-Мансийск.
2 сентября 2001 года команда выступила с хитом «Лето пролетело» и новой композицией «Две столицы — две станицы» на московском фестивале Adidas Streetball Challenge на площади Революции. Запись выступления была выпущена фирмой «Квадро-диск» на видеокассете Adidas Streetball Challenge-2001 в конце октября.
В 2002 году студия «Русский хит» выпустила на компакт-дисках и аудиокассетах второй по счёту альбом «По понятиям бандиско». Альбом состоит из 23 треков и был записан в период с 1998 по 2001 год. В записи альбома приняли участие «Даша», «Страйкер», «Дэн», «Супер Марина», «Маэстро Эй-Сид», «Колян Юго-Западный» и «Сэт» («Детство», «Мы»). Все тексты для альбома написали Серж, Бакинский, Граф, а также Страйкер («День рождения», «Май) и Дэн («Две столицы», «Очи»). Музыку для альбома создали Андрей Андерсен, Андрей Косогоров, Борис «Упырь» Герштейн (саксофон), А.Н. Янин, Митрич (гр. Рэггистан), Серж, Баакъ, Дэн («Две столицы», «Очи»), «Кирпичи» («Мы»), В.Л. («Туса», «Зеркало»), А. Шихов («Зеркало»), Страйкер («День рождения»), Лёша из группы «Котовские» (гитара в треке «Туса»), А. Невский из группы «Северные врата» (гитара в треках «Загар» и «Зеркало»), DJ Скарлатино (скретч в треках «Юг», «Туса» и «Детство»). Были сняты видеоклипы на треки «Две столицы», «Мани» и «Одна любовь».
После выпуска второго альбома «По понятиям бандиско» коллектив распался в 2002 году.

### После распада
После распада коллектива Серж Греков занялся саунд-продюсированием, создавая музыку для кино и телесериалов. Помимо этого писал песни для разных коллективов, среди которых «Отпетые мошенники» («Лето — Это…», 2005) и «Дискомафия».
Дебютный альбом «…Сны» был переиздан 10 января 2005 года и вышел под серией «Золотая серия». Дистрибуцией переиздания занималась фирма грамзаписи «Студия Монолит».
Один из основателей «С.Т.Д.К.», Баак, продюсировал малоизвестных артистов вроде певицы «Йены».
В 2008 году Серж Греков открыл собственную компанию по производству видеороликов Grekov Production, которая снимала рекламу концертов шансонье Жеки, клип рэпера Жигана «Россия», Krec & Check, Т9, а также 3NT «Нюансы».
В июне 2017 года Серж Греков снялся в роли сутенёра в видеотрибьюте Виктору Цою «Звезда по имени Солнце» от Яндекса.
В 2018 году Серж дал интервью для документального фильма «BEEF: Русский хип-хоп».

## Критика
В ноябре 1997 года минская «Музыкальная газета», оценивая компиляцию «Питерские сны ’94» / «Вот лето пролетело и АГА ’95», отметила, что тексты группы «тщательно обработаны цензурой» и выделила из всех песен только одну — «Ночи, ночи белые».
В апреле 1998 года обозреватель музыкальной газеты «Живой звук», Юрий Яроцкий, в своей рецензии к альбому «…Сны» охарактеризовал музыку в альбоме как «хорошую, беззаботную и лишённую проблем».

### Ретроспектива
В 2013 году обозреватель журнала «Афиша», Николай Редькин, назвал «С.Т.Д.К.» «юмористической петербургской группой».

### Рейтинги
По итогам 1997 года радиостанции «Maximum» песня «Лето пролетело» группы «С.Т.Д.К.» вошла в «Лучшую сотню хитов радио за 1997 год», а также вошла в Топ-20 ротации русских песен в эфире радио «Maximum» в 1997 году.
В июле 1998 года песня «Лето пролетело» группы «С.Т.Д.К.» вошла в «пятёрку самых летних композиций» газеты «Музыкальная правда».
В 2007 году главный редактор портала Rap.ru, Андрей Никитин, поместил первый альбом группы «С.Т.Д.К.», «…Сны» (1998), в список главных альбомов русского рэпа.
В 2011 году журнал «Афиша» поместил песню «Лето пролетело» в список «99 русских поп-хитов за последние 20 лет: 1991-2011», назвав её «самым легкомысленным и добродушным шлягером русского рэпа».
В 2019 году группа «С.Т.Д.К.» заняла 63 место в списке «Лучших рэп-групп в истории российского хип-хопа» по мнению читателей портала The Flow, где редакцией было представлено 75 групп.
В 2020 году редактор раздела «Музыка» журнала «Афиши Daily», Николай Овчинников, поместил видеоклип на песню «Лето пролетело» в список «25 главных хип-хоп-клипов на русском языке», назвав его «прекрасной иллюстрацией того, как надо отдыхать».
В 2021 году музыкальный журналист Александр Горбачёв поместил песню «Лето пролетело» в свою книгу «Не надо стесняться. История постсоветской поп-музыки в 169 песнях. 1991—2021».

## Награды
Летом 1992 года «С.Т.Д.К.» получила приз как «самая перспективная группа в отечественном рэпе» на рэп-фестивале «РадиС '92» в Санкт-Петербурге за участие в выступлении афроамериканских живых музыкантов.
В декабре 1995 года группа «С.Т.Д.К.» заняла первое место на ежегодном международном рэп-фестивале Rap Music, исполнив песню «Лето пролетело».
24 декабря 1996 года команде вручили «Золотую грушу» на музыкальном фестивале «Поколение-96».
31 октября 1998 года группа «С.Т.Д.К.» получила титул «самой популярной рэп-группы» за композицию «Лето пролетело» на российской церемонии вручения премий за достижения в области хип-хоп культуры «Голос улиц», прошедшей в Московском дворце молодёжи.

## Состав
- Сергей Мурашов («Серж», «Серж Греков»[1])[4] (род. 1 октября 1974 года, Ленинград, СССР) (1988—2002) — сооснователь группы[1], вокал, автор слов
- Сергей Ковалёв («Баак», «Баакъ»[14], «Бакинский»[1])[4] (род. 1 августа 1974 года, Ленинград, СССР) (1988—2002) — сооснователь группы[1], вокал, автор слов
- Валентин (DJ «В.Л.», Вэлыч) (1993—1998)[28] (род. 27 октября 1971 года, Ленинград, СССР) — вокал, автор слов и музыки
- «ЕФ» (1996) — вокал[14]
- Граф (экс-Б.С.К.) (1998—2002) — вокал[4]
- Сэт (экс-Б.С.К.) (1998) — вокал[4][28]
- Елена Тузова («Лена Тэ») (1995—1999) (род. 16 апреля 1975 года, Колпино, Колпинский район, Ленинград, СССР) — сессионная бэк-вокалистка[4][31]
- Дарья Чукичева (ныне — Лаврентьева) («Даша») (1999—2002) (род. 29 сентября 1981 года, Ленинград, СССР) — бэк-вокал[30]

## Дискография
Студийные альбомы
- 1998 — …Сны
- 2002 — По понятиям бандиско

Компиляции
- 1995 — Только Питер только rap!!! (Академия-2/Da Slang M 3/S.T.D.K.)
- 1996 — Питерские сны ’94 / Вот лето пролетело и АГА ’95

Переиздания
- 1997 — Питерские сны ’94 / Вот лето пролетело и АГА ’95
- 2005 — Золотая серия: Вот лето пролетело (…Сны)

Чарты и ротации
В 1994 году песня «Лето пролетело» появилась в ротации «Радио Балтика» и «Радио Модерн».
В 1997 году песня «Лето пролетело» заняла первое место в хит-параде «Русского радио». Также была в ротации радиостанции «Maximum», где она впервые прозвучала 10 августа 1997 года. В декабре песня вошла в сборник «Горячая Десятка-2» и появилась в ротации радиостанции «Хит-FM» (107, 4 МГц).
В январе 1998 года в ротации «Русского радио» появилась песня «Новый год».
С осени 1998 года видеоклип на песню «Лето пролетело» находился в ротации чартов «Русская десятка» и «20 самых-самых» телеканала «MTV Россия».
По данным интернет-проекта Moskva.FM, песня «Лето пролетело» является самым популярным треком группы на радио, который с 2008 по 2015 год прослушали 73 тысячи раз.

## Фильмография
Документальные фильмы
- 2011 — Документальный сериал «Хип-хоп в России: от 1-го лица». Серия 077: Серж Греков (С.Т.Д.К.)
- 2019 — «BEEF: Русский хип-хоп» (Серж из С.Т.Д.К.)

Видеоклипы
- «Лето пролетело» (1998)[57]
- «Одна любовь» (2000)[58]
- «Мани» (2000)[59]
- «Две столицы» (feat. «D.ети SOUL.нца») (2001)[60]